# 布朗镇 (宾夕法尼亚州)
布朗鎮（英語：Brown Township）是位於美國賓夕法尼亞州來可明縣的一個小鎮。根據2020年美國人口普查的數據顯示，居住於布朗鎮的人口為92人。布朗鎮大橋於1988年被列入國家史蹟名錄。該鎮為賓夕法尼亞州威廉斯波特大都市統計區的一部分。
布朗鎮面積為74.03平方英里（191.74平方公里）。